# Varanus tanimbar
Varanus tanimbar — вид варанів. Описаний у 2023 році з використанням зразків, які зберігалися в Музеї Західної Австралії, та фотографіями у живій природі.

## Поширення
Ендемік архіпелагу Танімбар на сході Індонезії. Трапляється на двох найбільших островах: Ямдена та Селару.

## Опис
Спина чорного кольору з більш-менш добре вираженими поперечними смугами, що складаються з лимонно-жовтих «вушок» і/або крапок; хвіст чорний з чіткими жовтими смугами; верхня частина язика синьо-сіра; скронева ділянка прикрашена темною скроневою смугою та лимонно-жовтою приокулярною смугою; вентер блідо-жовтий.